# Kraptor
Kraptor est un groupe de thrash metal vénézuélien, originaire de San Cristóbal, Táchira. Après quatre ans en jouant sur la scène underground, le groupe signe avec le label Cadaver Productions, et publient leur premier album, Fucking Liar. En 2012, le groupe publie son deuxième album studio, intitulé Night of the Living Dead.

## Biographie
Formé en 2007 à San Cristóbal, Táchira par Felipe « Phill » Alvarez et Jessy Jaimes.Peu après, ils sont rejoints par Angel Moreno et Edward Cañizares. La formation n'a jamais changé depuis 2007. 
En 2010, Kraptor est choisi pour le groupe d'ouverture du festival Monsters of Rock à Maracay, au Venezuela, avec les allemands de Tankard. Après quatre ans en jouant sur la scène underground, le groupe signe avec le label Cadaver Productions, et publient leur premier album, Fucking Liar. Cet EP contient six chansons. Ils ont également l'opportunité de partager la scène avec des groupes nationaux et internationaux comme notamment Violator (Brésil), Pendejo (Pays-Bas), Tankard (Allemagne), Yaotl Mictlan (États-Unis), Intoxxxicated, Inquisidor, Brain Wash, Anabantha (Mexique), Natastor, Krueger, Blasphemy (Venezuela), War Thrashed, Hedor, et Cuentos de los Hermanos Grind (Colombie).
En 2012, le groupe publie son deuxième album studio, intitulé Night of the Living Dead au label Cadaver Productions. L'album fait tout particulièrement participer Pedro Poney, chanteur du groupe de thrash metal brésilien Violator, et Rick Rangel du groupe américain Fueled by Fire. En août 2012, ils embarquent pour le Mexique pour y effectuer leur tournée Kraptor's Undead Chronicles Tour Mexico 2012 visitant toutes les grandes villes du pays. Plus tard la même année, ils jouent avec Violator à leur tournée Metal Warrior Fest VI à Bogotá, en Colombie. En fin d'année 2012, le label Melomaniac Metalmedia Records déclare Kraptor « meilleure révélation » à la cérémonie des Premios Melomaniac organisée à Caracas, au Venezuela. 
En mai 2013, le groupe signe avec le label grec Chainsaw Distro, et annonce un nouvel album, Night of the Living Dead pour l'Europe. En mi-2013, ils publient un split intitulé N.F.T.F.T. (New Forces Together For Thrash) avec le groupe Angry. L'album est enregistré à São Paulo, au Brésil, et publié au label Faminttus Records.
En juin 2015, Kraptor joue avec Violator et Tungsteno à Bogotá au festival Bogothrash Festival Open Air.

## Membres

### Membres actuels
- Felipe « Phill » Alvarez - chant, guitare
- Angel Moren - guitare
- Edward Cañizares - basse
- Jessy Jaimes - batterie

### Anciens membres
- Leo Yañez -guitare
- Andres Calafat - basse
- Angel Moreno - guitare
- Jessy Jaimes - batterie

## Discographie
- 2011 : Fucking Liar (EP)
- 2012 : Night of the Living Dead
- 2013 ; N.F.T.F.T. (New Forces Together For Thrash) (split avec Angry)